# Hrvatska stranka prava dr. Ante Starčević Bosne i Hercegovine
Hrvatska stranka prava dr. Ante Starčević Bosne i Hercegovine je pravaška politička stranka Hrvata u BiH.
Osnovana je 2010., kao sestrinska stranka Hrvatske stranke prava dr. Ante Starčević u Hrvatskoj. Nosi ime osnivača stranke i temelji se na pravaškom nauku oca domovine Ante Starčevića, koji je u suradnji s Eugenom Kvaternikom osnovao Stranku prava 1861. godine.
U skladu s ideologijom kojoj je začetnik dr. Ante Starčević, svojim rodoljubljem i domoljubljem brani interese hrvatskoga čovjeka, štititi povijesnu i kulturnu baštinu predaka, uvijek uz geslo: "Boj se Boga, čini pravo, nikog se ne plaši."

## Povijest i nastanak
Hrvatska stranka prava obnovljena je 25. veljače 1990. godine u Zagrebu. U vrijeme srpske agresije i Domovinskog rata Hrvatska stranka prava osnovala je vojne postrojbe za obranu suvereniteta i samostalnosti hrvatske države, pod nazivom Hrvatske obrambene snage. U ratnim okolnostima Hrvatska stranka prava 1993. godine doživljava prve raskole i međusobna previranja i pravaška ideja doživljava prve ozbiljne udarce.
Dio članstva Hrvatske stranke prava 2009. godine bilo je prisiljeno, poput osnivača stranke dr. Ante Starčevića, osnovati novu pravašku stranku, pod nazivom Hrvatska stranka prava dr. Ante Starčevića, kao nasljednicu izvorne pravaške ideje Oca Domovine.

## Također pogledajte
- Pravaštvo u Bosni i Hercegovini